# 와피티사슴
엘크 또는 와피티사슴(영어: elk 또는 wapiti, Cervus canadensis)은 북아메리카와 동아시아에 서식하는 사슴과 동물이다. 사슴과에서는 말코손바닥사슴에 이어 두 번째로 큰 종이다. 와피티사슴은 유럽의 말사슴과 매우 흡사하다. 하지만 2004년의 미토콘드리아 DNA 연구를 통해 서로 다른 종임이 밝혀졌다.
수컷은 어깨높이가 약 1.4m이고, 몸무게는 500kg까지 나간다. 커다랗고 구부러진 뿔이 특이하며, 완전히 자란 뿔은 너비가 1.5m 이상 벌어진다. 뿔은 해마다 봄에 떨어지고, 여름에 새로 자란다. 암컷은 뿔이 없다. 북반구의 온대림에서 풀·사초류·지의류·곰팡이·나뭇잎을 먹고 산다. 평소에는 암수가 떨어져 생활하다가 짝짓기철이 가까워지면, 수컷이 암컷 무리가 있는 곳으로 이동하여 암컷을 차지하기 위한 경쟁이 벌어지고 싸움에서 이긴 수컷이 여러 암컷과 짝짓기를 한다. 짝짓기철이 지나면 수컷은 다시 암컷 무리를 떠난다. 봄이 오면 암컷은 새끼를 낳기 위해 무리를 떠나고 새끼가 어미를 따라다닐 수 있을 정도가 되면 무리에 다시 합류한다.
백두산사슴은 와피티사슴의 아종이다.
천적은 시베리아호랑이, 퓨마, 늑대, 불곰, 아메리카흑곰이다. 그러나 새끼의 천적에는 아무르표범, 스라소니, 캐나다스라소니, 코요테도 포함된다.

## 아종
- 북부 및 아메리카 그룹
  - 루즈벨트엘크 (C. c. roosevelti)
  - 툴리엘크 (C. canadensis nannodes)
  - 매니토바엘크 (C. c. manitobensis)
  - 로키마운틴엘크 (C. c. nelsoni)
  - † 동부엘크 (C. c. canadensis)
  - † 메리엄엘크 (C. c. merriami)
- 동부 그룹
  - 알타이와피티 (C. c. sibiricus)
  - 톈산와피티 (C. c. songaricus)
  - 백두산사슴 (C. c. xanthopygus)
  - 아라산와피티 (C. c. alashanicus)
- 남부 그룹 (중앙아시아붉은사슴)
  - 쓰촨사슴 (C. c. macneilli)
  - 간쑤붉은사슴 (C. c. kansuensis)
  - 티베트붉은사슴 (C. c. wallichii)
  - 카슈미르사슴 (C. c. hanglu)

## 참고 문헌
- 이 문서에는 다음커뮤니케이션(현 카카오)에서 GFDL 또는 CC-SA 라이선스로 배포한 글로벌 세계대백과사전의 내용을 기초로 작성된 글이 포함되어 있습니다.